# Рабдомиома
Рабдомиома (др.-греч. ῥάβδος «палка», «прут», «полоса» + -ομα «опухоль») — доброкачественная опухоль, исходящая из поперечнополосатой мышечной ткани. Наблюдается чаще у детей. Обычно располагается в толще мышц и в области крупных суставов. Выделяют отдельно рабдомиомы языка, сердца и женских половых органов.
Представляет собой узел, достигающий иногда 10—15 см в диаметре, плотноэластической консистенции, подвижный и хорошо отграниченный. Имеет выраженную капсулу.
Макроскопически может иметь форму узла и инфильтрата.
Микроскопически клетки опухоли копируют различной степени дифференцировки мышечные элементы различной форм: крупные овальные, лентовидные, полосовидные. Поперечная исчерченность выявляется с трудом, в основном в вытянутых лентовидных клетках. В цитоплазме клеток обнаруживают гликоген. Фигуры митоза отсутствуют.
Клинически протекают доброкачественно, за исключением рабдомиом сердца и языка, которые являются причиной смерти больных.